# Azerbejdżan na Zimowych Igrzyskach Olimpijskich 1998
Azerbejdżan na Zimowych Igrzyskach Olimpijskich 1998 reprezentowało 4 zawodników – dwóch mężczyzn i dwie kobiety, którzy wystąpili w łyżwiarstwie figurowym (nie zdobyli żadnego medalu).
Chorążym reprezentacji była Julia Worobiejewa.

## Łyżwiarstwo figurowe

### Wyniki
| Konkurencja            | Zawodnik                             | W sumie | W sumie |
| Konkurencja            | Zawodnik                             | punkty  | miejsce |
| ---------------------- | ------------------------------------ | ------- | ------- |
| Program solistów       | Igor Paszkiewicz                     | 21.5    | 16.     |
| Program solistek       | Julia Worobiejewa                    | 25.0    | 16.     |
| Program par sportowych | Inga Rodionowa / Aleksandr Aniczenko | 27.5    | 18.     |